# Římskokatolická farnost Krásný Les (Ústí nad Labem)
Římskokatolická farnost Krásný Les (latinsky Schoenwalda, německy Schönwald) je církevní správní jednotka sdružující římské katolíky na území vesnice Krásný Les a v jejím okolí. Organizačně spadá do ústeckého vikariátu, který je jedním z 10 vikariátů litoměřické diecéze.

## Historie farnosti
První zmínka o Krásném Lese pochází z roku 1382, přičemž farnost byla založena roku 1437. Od roku 1649 jsou vedeny farní matriky. V období rekatolizace měla farnost až do roku 1783 na starosti i oblast Petrovic a do roku 1784 pod ní spadala tamní škola. Současná budova fary, nacházející se v blízkosti kostela, byla postavena roku 1716 litoměřickým stavitelem Petrem Versou na místě starší fary stržené o rok dříve. V roce 1896 byla její budova zmodernizována a zvýšena o jedno patro.

### Duchovní správci
Začátek působnosti jmenovaného v duchovní správě farnosti od:
- 1661 Tobias Hübner
- 1686 Joann. Ernest Franz Jähnel
- 1699 Joann. Christ. Pöckel
- 1700 Joann. Math. Proksch
- 1705 Joann. Petr Unger, n. 1674, † 26. 5. 1738
- 1738 Anton. Franek
- 1743 Franc. Aug. Schneider, n. 1704, † 3. 1. 1772
- 1772 Joann. Göhl, n. 1711, † 6. 2. 1790
- 1790 Franc. Simon, n. 1735, † 20. 8. 1798
- 1798 admin. Jos. Lehmann
- 1799 Jos. Lehmann, n. 22. 10. 1749 V. Chvojno, o. 4. 4. 1778, † 25. 2. 1833
- 1834 Franc. Miksch, n. 9. 8. 1789 Rodovic., o. 23. 8. 1825
- 1861 Franc. Güttler, n. 19. 11. 1813 Karbitz, o. 3. 8. 1840, † 10. 4. 1893
- 1890 par. vacat, admin. interc. Franc. Ječmen
- 1900 Ign. Stössel, n. 1. 10. 1835 Leipa, o. 31. 7. 1860, † 16. 7. 1915
- 1907 par. vacat, admin. interc. Rich. Richter
- 1908 Rich. Richter, n. 5. 5. 1879 Wegstädtl, o 13. 7. 1902
- 1929 par. vacat, admin. interc. Anton. Schwarz
- 1930 Anton. Schwarz, n. 6. 4. 1899 Raunek, o. 25. 6. 1922
- 1932 par. vacat, admin. interc. Anton. Günzel
- 1934 par. vacat, admin. interc. Max Preiss
- 1. 12. 1939 Max Preiss, n. 15. 7. 1900 Leitmeritz, o. 11. 7. 1926
- 13. 7. 1945 Rob. Röhnet
- 1. 1. 1946 Eduard Schönbach-Nitsche
- 10. 11. 1951 Anton. Grus
- 1. 1. 1952 Ladislav Vybíral
- 1. 7. 1954 Jaroslav Huslík
- 1. 10. 1958 Josef Schwarz
- 1. 8. 1961 Ferdinand Mánek
- 24. 11. 1961 Jan Pohl
- 15. 3. 1965 Benno Rössler, admin. exc.
- 15. 2. 1978 Jiří Kabát, CSsR., admin. exc. z Jílového u Děčína
- 1. 4. 1981 Josef Faltejsek
- 1. 7. 1986 Richard Kavan
- 1. 7. 1988 Milan Matfiak
- 1. 11. 1989 Jan Bahník
- 1. 11. 1990 František Jirásek
- 15. 8. 1991 Viktor Maretta
- 1. 2. 1992 Antonín Sporer
- 1. 7. 1999 Pavel Jančík
- 1. 7. 2002 Miroslav Šimáček, admin. exc. z Ústí nad Labem
- 15. 7. 2025 Martin Davídek, admin. exc. z Ústí nad Labem[5]

Kromě kněží stojících v čele farnosti, působili ve farnosti v průběhu její historie i jiní kněží. Většinou pracovali jako farní vikáři, kaplani, katecheté, výpomocní duchovní aj.

## Římskokatolické sakrální stavby a místa kultu na území farnosti
| | Fotografie | Stavba                         | Místo      | Bohoslužby                      | Zeměpisné souřadnice             | Status       | Číslo kulturní památky                      |
| Kostel | Kostel     | Kostel                         | Kostel     | Kostel                          | Kostel                           | Kostel       | Kostel                                      |
| --- | ---------- | ------------------------------ | ---------- | ------------------------------- | -------------------------------- | ------------ | ------------------------------------------- |
| 1. |            | Kostel Nanebevzetí Panny Marie | Krásný Les | bližší informace o bohoslužbách | 50°46′17″ s. š., 13°55′24″ v. d. | farní kostel | 42714/5-186 (Pk•MIS•Sez•Obr•WD) (Q12030339) |
| Některé drobné sakrální stavby a pamětihodnosti lze dohledat zde v databázi Drobné sakrální památky Zaniklé sakrální stavby lze dohledat zde v databázi Poškozené a zničené kostely, kaple a synagogy v České republice |            |                                |            |                                 |                                  |              |                                             |

Ve farnosti se mohou nacházet i další drobné sakrální stavby, místa římskokatolického kultu a pamětihodnosti, které neobsahuje tato tabulka.

## Příslušnost k farnímu obvodu
Z důvodu efektivity duchovní správy byl vytvořen farní obvod (kolatura) farnosti Ústí nad Labem, jehož součástí je i farnost Krásný Les, která je tak spravována excurrendo.

## Galerie

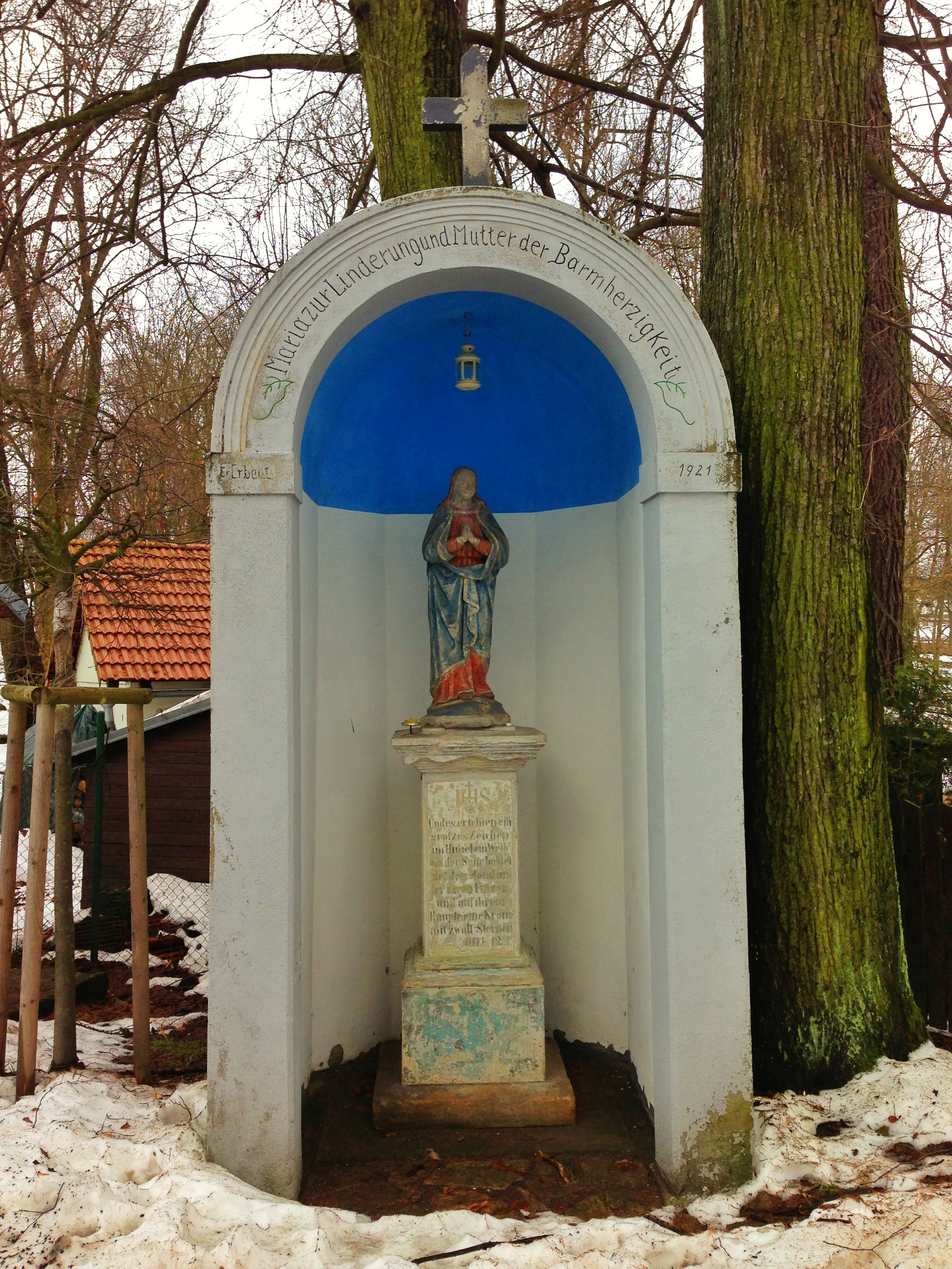
Výklenková kaple Panny Marie v Krásném Lese
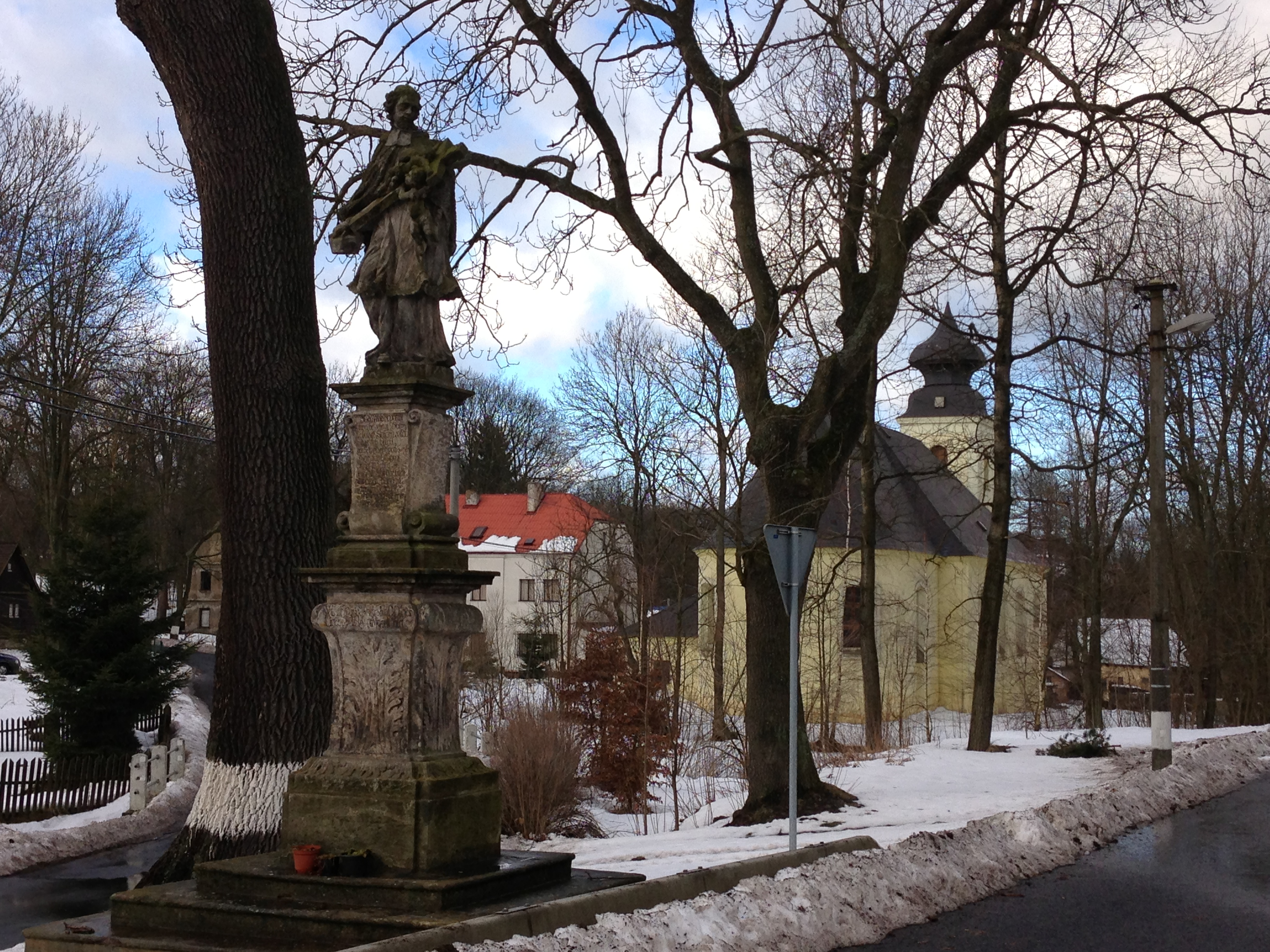
Socha sv. Jana Nepomuckého a v pozadí kostel Nanebevzetí Panny Marie v Krásném Lese